# Erik J. Certön
Erick J. Certön, pseudonyme de Frédéric Jean Raoul Certonciny, né à Dreux le 5 janvier 1893, et mort à Nice le 21 mai 1981, est un journaliste, un traducteur et un écrivain français de littérature populaire.

## Biographie

### Les débuts
Après des études à Toulon - où vivent et meurent ses parents -, à Paris et à Oxford, où il acquiert une maîtrise de l'anglais qui lui permettra d'être plus tard traducteur, il s'intéresse à l'archéologie, mais oriente sa carrière vers le journalisme et l'enseignement. Il est correspondant pour l'Est de la France du Daily Mail de Londres. En parallèle de ses activités journalistiques, il est professeur au collège des sciences sociales[Quand ?] et commence à écrire des pièces de théâtre à partir de 1910.
Pendant la Première Guerre mondiale, il sert dans le 5e Corps d'Armée dès le 22 août 1914. Il est blessé au combat près de Longuyon. Il est blessé à trois autres reprises et reste au front jusqu'en décembre 1917.

### Entre-deux-guerres
Homme de lettres et journaliste, il écrit des pièces de théâtre et publie plusieurs essais dans les années 1920. En collaboration avec Armand Ziwès, il publie sous son nom un premier roman en 1927, L'Homme qui mourut d'amour. 
Il fait partie dans les années 1920 de l'entourage du riche parfumeur François Coty ; il est notamment chargé de distribuer l'argent de Coty à Charles Maurras ou Georges Valois. Il est aussi le directeur administratif du quotidien L'Ami du peuple, lancé en 1928 par Coty. Il affirme son admiration pour Coty lors d'un meeting en 1929. L'Ami du peuple fait savoir en 1930 que Certonciny a quitté l'administration du quotidien en mai 1929.
Ami de Maurice d'Hartoy, fondateur des Croix-de-Feu, il adhère à cette association d'anciens combattants dès sa fondation en 1928 et devient le porte-pancarte lors des défilés et le premier rédacteur en chef de son périodique, Le Flambeau, publié à partir de novembre 1929. Les Croix-de-Feu sont à l'origine soutenus par Coty. Certonciny est poussé à la démission en janvier 1931 pour avoir intrigué en faveur de d'Hartoy, écarté de l'association.
Il s'installe à Metz et entre au quotidien mosellan Le Messin. Il devient à la fin de l'année 1933 son directeur politique et éditorialiste, après la mort d'Henry Ferrette,,. Hostile au Front populaire et au communisme, son journal soutient le Front lorrain. En août 1936, dans un de ses articles intitulé «  Tout plutôt qu'une France révolutionnaire et soviétisée nous disent des patriotes lorrains », il va jusqu'à faire leur faire dire : « (...) vivoter péniblement dans une France amoindrie, révoltée, bolchevisée, non ! S'il doit en être ainsi, nous préférons redevenir Allemands! (...) L'Allemagne a raison à l'heure actuelle. Elle au moins sait se faire respecter »,,.
Il quitte Le Messin en 1938, après la crise de Munich, et devient propriétaire et rédacteur en chef dans la même ville d'un hebdomadaire, L'Alerte, un journal prônant l'antinazisme publié de novembre 1938 à juin 1939,,. 
Réfugié à Clermont-Ferrand après la défaite de 1940, il continue à écrire des pièces de théâtre, sous le pseudonyme désormais d'Erick J. Certon. Il est alors rédacteur à l'Office français d'information, agence de presse contrôlée par le régime de Vichy.

### Après la Seconde Guerre mondiale
Après avoir adopté le pseudonyme d'Erik J. Certön, il écrit à la fin de la Seconde Guerre mondiale des romans policiers dans la collection Le Masque, notamment La Meute de minuit, écrit avec Armand Ziwès (alors préfet de Seine-et-Oise) et lauréat du Prix du roman d'aventures en 1947. Il conserve ensuite ce pseudonyme pour signer d'autres fictions policières, seul ou avec divers collaborateurs. Il publie ainsi trois autres romans avec Armand Ziwes. Il publie ensuite, en faisant cavalier seul sous le même pseudonyme, plusieurs romans de littérature populaire (policier, espionnage, aventures).
Dans les années 1950, il traduit plusieurs aventures de Blackshirt, le héros de Bruce Graeme pour les éditions La Corne d'or, et quelques romans d'aventures pour les Presses de la Cité et les éditions Hachette.
Sous le pseudonyme de Larry Saunders, il produit surtout des romans érotiques pour les éditions La Tarente de Marseille. Sous le pseudonyme d'Érica Certon, il a également signé la série de littérature d'enfance et de jeunesse des aventures de Mouche, une petite fille espiègle accompagnée de son chien Couic et adulée par une bande de garçonnets toujours prêts à affronter les mille dangers de leurs hasardeuses expéditions.
Sous le pseudonyme d'Erik Certon, enfin, il anime en 1961-1962 l'émission Mystère au 367 sur les ondes de la Radio des Vallées, qui deviendra Sud Radio en 1966.

## Œuvre

### Romans

#### Signé Frédéric Certonciny en collaboration avec Armand Ziwès
- 1927 : L'Homme qui mourut d'amour, Paris, éditions Grasset ; réédition, Paris, Ferenczi, coll. Du Jour, 1947

#### SérieGordon Glengarry, détective, signée Erik J. Certön
- 1946 : L'Énigme de Fal-River, Paris, Éditions La Belle Fontaine, coll. New Scotland Yard
- 1946 : L’Assassin est dans la cale, Paris, Éditions La Belle Fontaine, coll. New Scotland Yard
- 1946 : La Lueur du moulin de Touvent, Paris, Éditions La Belle Fontaine, coll. New Scotland Yard
- 1946 : La Piste du sable rouge, Paris, Éditions La Belle Fontaine, coll. New Scotland Yard

#### Signés Erik J. Certön
- 1946 : Le Drame de King's Road, Paris, Éditions Le Chardon, coll. Le Chat Noir
- 1948 : Le Pendu de Wimbledon, Paris, Ferenczy, coll. Mon Roman policier no 85
- 1948 : Le Secret du catafalque, Paris, Ferenczy, coll. Mon Roman policier no 90
- 1949 : Le Sorcier de la falaise, Paris, Ferenczy, coll. Mon Roman policier no 103
- 1949 : Le Carillon des catacombes, Paris, Ferenczy, coll. Mon Roman policier no 111
- 1949 : Elles se vendent toutes, Paris, Fleuve noir, coll. Spécial police no 3
- 1950 : Cascade de volupté, Paris, Fleuve noir, coll. Noire et Rouge/La Flamme no 10
- 1950 : La Rose de Klondyke, Paris, Ferenczy, coll. Mon Roman d'aventures no 124
- 1950 : Émeraude, Nice, Éditions La Corne d'or, hors collection
- 1952 : Lèvres de sang, Nice, Éditions La Corne d'or, hors collection
- 1953 : Alerte adriatique, Marseille, Éditions La Tarente, coll. Police/Espionnage no 11
- 1953 : Les Frontières du diable, Nice, Éditions La Corne d'or, coll. Police/Espionnage no 16
- 1953 : La Capitale de la peur, Nice, Éditions La Corne d'or, coll. Police/Espionnage no 19
- 1954 : La Lionne de Juda, Nice, Éditions La Corne d'or, coll. Police/Espionnage no 27
- 1954 : La Lune de la Hurle aux loups, Nice, Éditions La Corne d'or, coll. Épouvante no 2
- 1957  : Un poète de la mer : Maurice d'Hartoy, Nice, France-Riviera
- 1959  : Tonnerre sur le Kenya, Menton, Éditions Le Cobra, coll. Sélection des meilleurs romans d'espionnage no 1
- 1960  : Échec à la panthère noire, Menton, Éditions Le Cobra, coll. Sélection des meilleurs romans d'espionnage no 4
- 1960  : Un drame de l'au-delà, Paris, Fleuve noir, coll. Angoisse no 65 ; réédition dans une version bande dessinée, Tourcoing, Artima, coll. Comics Pocket, Série Hallucinations, 1981

#### Signés Erik J. Certön en collaboration avec Armand Ziwès
- 1947 : La Meute de minuit, Paris, Librairie des Champs-Élysées, Le Masque no 343 Prix du roman d'aventures
- 1957  : Les Esclaves du silence, Paris, Librairie des Champs-Élysées, Le Masque no 565
- 1958  : Trois poignards, Paris, Librairie des Champs-Élysées, Le Masque no 635
- 1961  : Les Sortilèges de Seven Stones, Paris, Librairie des Champs-Élysées, Le Masque no 712

#### Signés Larry Saunders
- 1949 : La Pire des garces, Marseille, Éditions La Tarente no 1
- 1950 : Elles y passeront toutes, Marseille, Éditions La Tarente no 2
- 1950 : Le Cargo des orgies, Marseille, Éditions La Tarente no 4
- 1950 : À draps ouverts, Marseille, Éditions La Tarente no 6
- 1951 : À coudes rabattus, Marseille, Éditions La Tarente no 8
- 1951 : Pas de bouches inutiles, Marseille, Éditions La Tarente no 10
- 1952 : Pleine peau, Marseille, Éditions La Tarente no 22
- 1952 : Tu paieras de ta chair, Marseille, Éditions La Tarente no 26
- 1953 : Frissons de joie, Marseille, Éditions La Tarente no 30
- 1953 : Ivresses d’épouvante, Marseille, Éditions La Tarente no 34
- 1953 : Gare aux tentatrices, Marseille, Éditions La Tarente no 37
- 1954 : Fleur de chair, Nice, Éditions La Corne d'or no 41
- 1954 : Quatre Blanches et une Noire, Nice, Éditions La Corne d'or no 47
- 1955 : Amours, passeurs et mort !, Nice, Éditions La Corne d'or no 50
- 1959 : Volcan sur l'est, Menton, Éditions Le Cobra, coll. Sélection des meilleurs romans d'espionnage no 2

#### Signés Ben Sciaghines
- 1955 : Amours marocaines, Nice, Éditions La Corne d'or
- 1955 : Boléros, fandangos, navajas !, Nice, Éditions La Corne d'or

#### Signé Rol Fredern
- 1960 : La Montagne infernale, Menton, Éditions Le Cobra, coll. Sélection des meilleurs romans d'espionnage no 3

#### Littérature d'enfance et de jeunesse signée Érica Certon
série Mouche
- 1958 : Mouche détective, Paris, Hachette, Bibliothèque rose no 36
- 1959 : Mouche s’en va-t-en guerre, Paris, Hachette, Bibliothèque rose no 44
- 1960 : Mouche dans les neiges, Paris, Hachette, Bibliothèque rose no 62
- 1961 : Mouche au studio, Paris, Hachette, Bibliothèque rose no 84
- 1966 : Mouche et les Visons bleus, Paris, Hachette, Bibliothèque rose no 227

## Prix et récompenses
- Prix du roman d'aventures en 1947 pour La Meute de minuit

## Sources
- Jacques Baudou et Jean-Jacques Schleret, Le Vrai Visage du Masque, vol. 1, Paris, Futuropolis, 1984, 476 p. (OCLC 311506692), p. 474-475.
- Jacques Nobécourt, Le colonel de La Rocque 1885-1946 ou les pièges du nationalisme chrétien, Paris, Fayard, 1996